# Campo di aviazione di Casoni
Il campo di aviazione di Casoni fu uno dei primi aeroporti militari d'Italia, il primo aeroporto di Mussolente.

## Storia
Il campo di Casoni era stato ricavato in una zona agricola a sudest dell'abitato e tra la strada che porta a ca' Rainati (lato sud), l'attuale via Aeroporto - precedentemente chiamata «strada Nuova» (lato est) e Villa Bergamo, conosciuta nel periodo come Villa Barbieri.
A Casoni alla fine di febbraio 1917 arriva la 22ª Squadriglia fino a metà maggio 1917 che torna alla fine della prima guerra mondiale restando fino al 6 febbraio 1919, il 7 giugno 1917 la 24ª Squadriglia fino al 21 luglio ed a marzo 1918 torna con una sezione fino al 12 luglio, nel giugno 1917 la 26ª Squadriglia che rimane fino al 20 ottobre, il 20 settembre 1917 la 62ª Squadriglia fino al 29 ottobre, il 30 ottobre 1917 la 132ª Squadriglia (il 5 gennaio 1918 il campo di Casoni viene bombardato da aerei che rompono 2 aerei, danneggiando altri 2 e rimane operativo un solo Pomilio PE) fino al 17 febbraio 1918, il 10 novembre 1917 la 114ª Squadriglia fino al 17 febbraio 1918, l'11 novembre 1917 la 113ª Squadriglia (il 5 gennaio un bombardamento su Casoni danneggia 7 SAML) fino al 28 febbraio 1918, il 20 novembre 1917 la 133ª Squadriglia fino al 17 febbraio 1918 ed alla fine di febbraio 1918 la 36ª Squadriglia. Il 17 febbraio 1918 arrivano anche la 76ª Squadriglia caccia e l'81ª Squadriglia aeroplani.
Il 16 luglio 1918 arriva il XII Gruppo (poi 12º Gruppo caccia) fino a dicembre 1918 ed il 24 ottobre 1918 arrivano la 2ª e 3ª Sezione della 21ª Squadriglia fino all'8 novembre successivo.